# NGC 6440
NGC 6440 (другие обозначения — GCL 77, ESO 589-SC8) — шаровое скопление в созвездии Стрелец.
Этот объект входит в число перечисленных в оригинальной редакции «Нового общего каталога».